# Зарниця (Гомельський район)
Зарниця (біл. Зарніца) — селище в Зябровській сільраді Гомельського району Гомельської області Білорусі.

## Географія

### Розташування
За 18 км на південний схід від Гомеля, 2 км від залізничної станції Зябровка (на лінії Гомель — Тереховка).

## Транспортна мережа
Автомобільна дорога Зябровка — Гомель.
Планування складається з короткої широтної вулиці.
Забудова дерев'яна, садибного типу.

## Історія
Засноване на початку 1920-х років на колишніх поміщицьких землях переселенцями з сусідніх сіл.
У 1926 році працювало відділення зв'язку, в Логуновській сільраді Носовицького району Гомельського округу. У 1931 році жителі вступили в колгосп.
У вересні 1943 року німецькі окупанти спалили 14 дворів. Під час німецько-радянської війни 2 жителі загинули на фронті.
У 1959 році в складі експериментальної бази «Гомельська» (центр — село Климовка).

## Населення

### Чисельність
- 2004 — 8 господарств, 11 жителів.